# Bredmaegaard
Bredmaegaard er en dansk gård beliggende i Ullerslev Sogn, Vindinge Herred, Nyborg Kommune (tidligere Ullerslev Kommune). 
Gården har tidligere fungeret som fæstegård under Juelsberg Gods, men overgik i første del af 1800-tallet til selvstændig ejendom. Tidligere lå gården, sammen med andre gårde, i en klynge i Ullerslev by, men blev senere udflyttet til den nuværende placering umiddelbart vest for byen (la Cour, 1914 og Müller, 1983).
Det nuværende stuehus er opført på kampestenssokkel i 1883 i historicistisk stil. Soklen er udhugget kampesten fra gårdens areal.
Avlsbygningerne er genopført efter brand i 1986, bortset fra et par mindre bygninger. Flere avlsbygninger er blevet tilføjet 1992, 1995 og 1998. Indtil 1970'erne bestod dyreholdet af malkekøer og svin, herefter udelukkende svinehold indtil 2011.
Fra 2015 er hovedparten af avlsbygningerne omdannet og udlejet til lager- og værkstedsforhold for virksomheder og private.
Udover Bredmaegaard består ejendommen af Bredegaard, som støder op til Ullerslev by, og Biernehavegaard i Kerteminde Kommune mod vest (www.bredmaegaard.dk).
Bredmaegaard har været i familien Jensens eje siden først i 1800-tallet.